# Туркменская пуголовка
Туркменская пуголовка (лат. Benthophiloides turcomanus) — вид лучепёрых рыб из семейства  бычковых. Эндемик Каспийского моря, встречается у побережья Туркменистана.

## Описание
Небольшая рыба, длина тела не более 3 см. Окраска однотонно бледная, живые особи почти прозрачны. Пятен на теле нет. Тело голое, ктеноидной чешуи на теле нет. Ветвистых лучей второго спинного плавника 14½. Ветвистых лучей анального плавника 11½–12½.

## Ареал и местообитание
Редкий вид. Встречается на глубине 9-27 м. Образцы были выловлены в Каспийском море у побережья Туркменистана. Известен только по двум синтипам, в настоящее время утерянным. 